# (7665) Putignano
(7665) Putignano est un astéroïde de la ceinture principale.

## Description
(7665) Putignano est un astéroïde de la ceinture principale. Il fut découvert le 11 octobre 1994 à Colleverde par Vincenzo Silvano Casulli. Il présente une orbite caractérisée par un demi-grand axe de 2,88 UA, une excentricité de 0,05 et une inclinaison de 3,2° par rapport à l'écliptique.

## Compléments